# Kerkythea
Kerkythea là một hệ thống kết xuất đồ họa thương mại hỗ trợ phương pháp dò tia. Hiện nay, nó có khả năng tích hợp với Autodesk 3ds Max, Blender, SketchUp, Silo và Wings3D (nhìn chung là bất cứ chương trình nào có thể xuất định dạng obj và 3ds). Kerkythea là một bộ kết xuất đồ họa độc lập, dùng hệ thống vật liệu và ánh sáng tuân thủ sự đúng đắn vật lý.

## Lịch sử
Kerkythea được bắt đầu phát triển năm 2004 và phát hành phiên bản đầu tiên vào tháng 4 năm 2005. Thuở ban đầu nó chỉ tương thích với HĐH Windows nhưng một bản cập nhật phát hành tháng 10 năm 2005 làm nó cũng tương thích với cả Linux. Nó cũng còn tương thích với Mac OS X. Vào tháng 5 năm 2009 có thông báo rằng nhóm phát triển đã bắt đầu một bộ kết xuất đồ họa thương mại, mặc dù vậy Kerkythea vẫn sẽ được cập nhật tiếp và vẫn miễn phí.

## Các bộ xuất
Có 6 bộ xuất định dạng 6 chính thức dành cho Kerkythea.
Blender
- Blend2KT
- Exporter to XML format

Autodesk 3ds Max
- 3dsMax2KT 3dsMax Exporter

GMax
- GMax2KT GMax Exporter

SketchUp
- SU2KT SketchUp Exporter
- SU2KT Light Components

## Đặc điểm
Các định dạng tập tin 3D được hỗ trợ:
- Định dạng 3DS
- Định dạng OBJ
- Định dạng XML (nội bộ)
- Định dạng SIA (Silo) (hỗ trợ không hoàn chỉnh)

Các định dạng ảnh được hỗ trợ:
- Tất cả hỗ trợ bởi thư viện miễn phí (JPG, BMP, PNG, TGA, HDR)

Các vật liệu được hỗ trợ:
- Bề mặt
- Phản xạ/khúc xạ lý tưởng
- Phản xạ/khúc xạ nhiễu
- Phân tán dưới bề mặt (Sub-surface scattering)
- Vật liệu cách điện (dialectric)
- Vật liệu kính mỏng (thin glass)
- Vật liệu Phong
- Vật liệu ward phản xạ bất đẳng hướng
- Vật liệu Ashikhmin bất đẳng hướng
- Vật liệu Lafortune
- Vật liệu theo lớp (Kết hợp các vật liệu sử dụng Alpha Maps)

Hỗ trợ các dạng hình khối sau:
- Mặt hình học tạo bởi tam giác
- Mặt cầu
- Mặt phẳng (toán học)

Các nguồn sáng được hỗ trợ:
- Ánh sáng điểm (Omni)
- Ánh sáng đèn pha (Spot)
- Ánh sáng đèn chiếu
- Khuếch tán điểm
- Khuếch tán diện tích
- Ánh sáng điểm bóng đổ tròn
- Ánh sáng bao quanh
- Ánh sáng tự nhiên (Bầu trời vật lý, ảnh Bitmap bầu trời hình cầu (Ảnh thường hoặc HDRI))

Các dạng hoa văn được hỗ trợ:
- Các màu bất biến
- Ảnh nhị phân (Loại thường và HDRI)
- Các loại hoa văn thủ tục [Nhiễu Perlin, Marble, Gỗ, Windy, Bàn cờ, Wireframe, Normal Ramp, Fresnel Ramp]
- Và tất cả các kiểu kết hợp của những dạng trên.

Các đặc điểm hỗ trợ:
- Sự áp họa đồ giả nổi
- Sự áp họa đồ bề mặt
- Sự áp họa đồ cắt
- Áp họa đồ làm tù (một chức năng tân tiến của KT)
- Ngoại vi cạnh
- Độ sâu trường nhìn
- Sương mù
- Sự tán xạ đẳng hướng theo khối
- Giả tạo hiệu ứng tụ quang
- Giả tạo hiệu ứng trong mở
- Tán sắc ánh sáng
- Khử răng cưa (Lọc hoa văn và khử răng cưa cạnh)
- Kết xuất ảnh theo vùng chọn
- Nhân bản tức thời khối hình học

Các dạng camera được hỗ trợ:
- Dạng mặt phẳng (lỗ ngắm, thấu kính mỏng)
- Camera lỗ ngắm dạng hình trụ.
- Camera lỗ ngắm dạng hình cầu.

Những phương pháp kết xuất được hỗ trợ:
- Phương pháp dò tia sáng cổ điển - classic ray tracing (Whitted)
- Phương pháp dò đường đi của ánh sáng - path tracing (Kajiya)
- Phương pháp dò đường đi của ánh sáng theo hai chiều - bidirectional path tracing(Veach & Guibas)
- Vận chuyển ánh sáng với phương pháp lấy mẫu thử Metropolis - Metropolis Light Transport (Kelemen, Kalos et al.)
- Bản đồ photon - Photon Mapping (Jensen) (ánh xạ mặt, ánh xạ quang tử, phép tích lũy chung cuộc, lưu trữ bức xạ, tụ quang)
- Khuếch tán tương hỗ dạng Ward
- Kết xuất thông tin độ sâu (cảnh 3D)
- Kết xuất mặt nạ (phân biệt vật thể 3D với nền, nếu có)
- Kết xuất dạng mô hình thô

Môi trường ứng dụng:
- Chương trình hiển thị thời gian thức OpenGL
- Bộ điều chỉnh vật liệu tích hợp
- Tùy chỉnh kết xuất dễ đàng
- Tùy chỉnh mô hình mặt trời/bầu trời
- Hệ thống ngôn ngữ kịch bản
- Chế độ dòng lệnh